# At War with Reality
At War with Reality è il quinto album discografico in studio del gruppo musicale death metal svedese At the Gates, pubblicato nel 2014.

## Il disco
Uscito nell'ottobre 2014, il disco è stato pubblicato a 19 anni di distanza dal precedente album in studio Slaughter of the Soul (1995). Si tratta inoltre della prima produzione per la Century Media Records.
È un concept album incentrato sul genere letterario del realismo magico.

## Tracce
1. El altar del dios desconocido – 1:06
2. Death and the Labyrinth – 2:33
3. At War with Reality – 3:09
4. The Circular Ruins – 4:28
5. Heroes and Tombs – 3:59
6. The Conspiracy of the Blind – 3:19
7. Order from Chaos – 3:26
8. The Book of Sand (The Abomination) – 4:28
9. The Head of the Hydra – 3:38
10. City of Mirrors (strumentale) – 2:06
11. Eater of Gods – 3:51
12. Upon Pillars of Dust – 2:39
13. The Night Eternal – 5:37

## Formazione
- Tomas Lindberg - voce
- Anders Björler - chitarra
- Martin Larsson - chitarra
- Jonas Björler - basso
- Adrian Erlandsson - batteria